# Sistema suizo
El sistema suizo constituye el sistema de competición más usado en el mundo para los torneos de ajedrez, tanto en las modalidades individuales como en las modalidades por equipos. Se emplea también en bridge, damas, Magic: The Gathering, Yu-Gi-Oh!, Urban Rivals, KeyForge, Pokémon, Enadrya, Lairen: La historia, etc. Se ha llegado a utilizar en tenis de mesa con notable eficacia. No existe inconveniente técnico para su uso en cualquier deporte o juego definido por puntos.
Gracias a sus características se ha convertido en el sistema propicio para integrar en un mismo evento a profesionales del más alto nivel con aficionados de cualquier fuerza.
En el sistema suizo es determinante la designación del rival en cada ronda, que se hace depender fundamentalmente de la puntuación en ese momento. La idea es producir un efecto de filtraje. El número total de rondas se prefija y casi siempre es relativamente reducido. Es habitual la celebración de torneos suizos con más de 100 participantes y solo 7 o 9 rondas. 
Al ser flexible, el sistema suizo admite participaciones muy numerosas. Puede adaptarse a una menor o mayor exigencia, o a una baja o alta participación por la sencilla vía de reducir o aumentar el número de rondas o ruedas. Sin embargo, conviene tener en cuenta cierto límite si se desea, al menos, un campeón solitario; en tal caso, prescindiendo aquí de ciertas sutilezas y variantes especiales, el número de participantes impondrá cual es el número mínimo de rondas. La fórmula que rige ese número mínimo de rondas es {\displaystyle R=log_{2}J}, donde J es el número de participantes. Ejemplo: 4 rondas, para 16 participantes; 5, para 32; 6, para 64, etc. Como puede entenderse fácilmente se trata de una potencia perfecta de 2: el número de participantes es igual a 2 elevado al número de rondas. Por supuesto, si se desea mayor fiabilidad en la clasificación final será prudente ampliar el número de rondas.
Por el contrario, cuando los promotores de un evento no buscan un solitario campeón, sino más bien una confrontación limitada o una somera selección, podrán establecer un número de rondas por debajo de aquel límite mínimo. La terminología ajedrecística define estos eventos limitados como maxitorneos.
La enorme proliferación de los torneos abiertos de ajedrez rápido o relámpago (respectivamente, 15 a 60 minutos, o menos de 15 minutos, según la reglamentación de la FIDE) no es imaginable sin la técnica del sistema suizo.

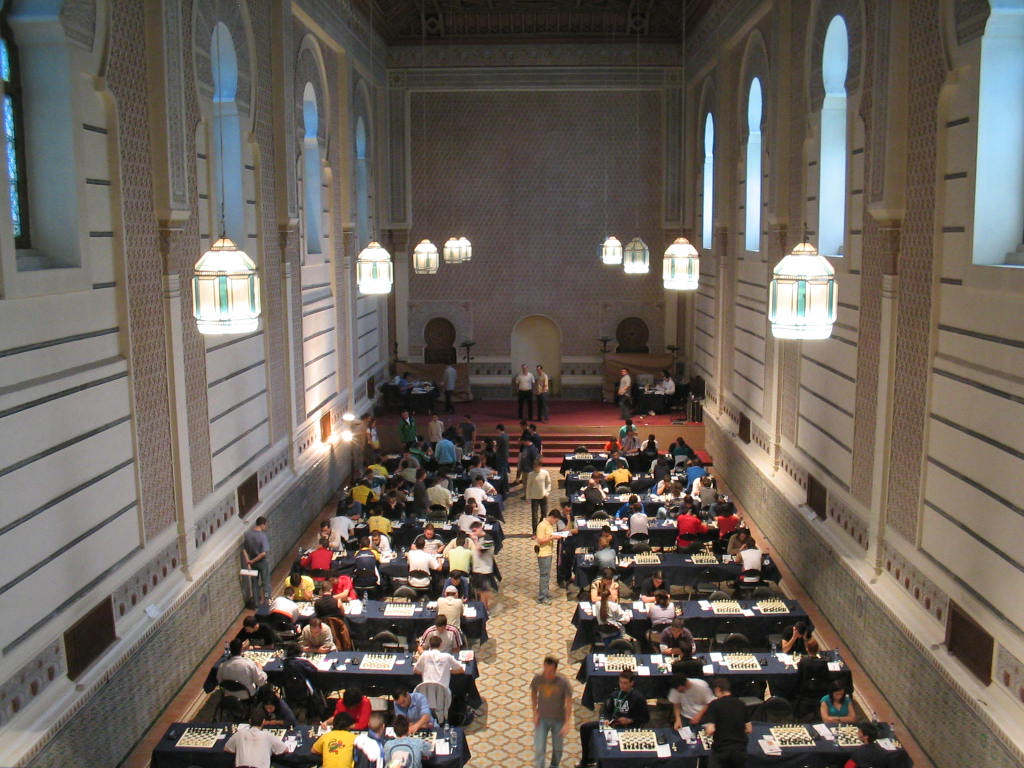
Torneo universitario por sistema suizo

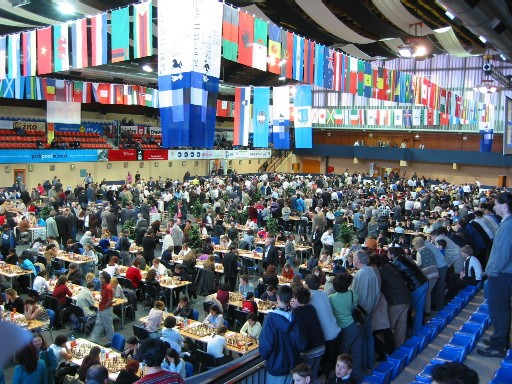
Sistema suizo por equipos - Olimpiada de Ajedrez, Bled 2002

## Historia
Se usó por primera vez en el torneo de Zúrich (junio de 1895) y de ahí su nombre. Se atribuye el sistema al Dr. Julius Müller, de Brugg.  En Suiza se utilizaba en sus comienzos para la organización de torneos cortos de 4-5 rondas en 2 días. Inicialmente, su difusión mundial fue lenta, primero en países de habla inglesa (Estados Unidos, Canadá, Reino Unido), aunque es hoy el sistema dominante en todo tipo de torneos, en especial en los de carácter abierto.
Cobra un fuerte impulso solo a partir de su arraigo y refinamiento en los Estados Unidos de América. El sistema suizo es utilizado en el Campeonato Open de Estados Unidos en 1947, aunque se probó el año anterior en la Fase Preliminar de esa competición, o en 1942 en el Campeonato de Texas y en 1943 en el Campeonato de Pensilvania. Inmediatamente es acogido en otros países, especialmente en Europa occidental —en Inglaterra, desde 1949—, aunque en España el primer campeonato nacional de la Federación Española de Ajedrez por este sistema fue en 1968. Durante muchos años ha sido visto con reticencia en la antigua Unión Soviética y en otros países de su influencia, especialmente para la realización de competiciones oficiales, en las que se aplicaba preferentemente el sistema liga o round-robin.
La inmensa mayoría de los torneos por sistema suizo se suelen organizar a la distancia de 6 a 9 rondas, sin descartar los de un número inferior o superior. En Estados Unidos es muy habitual el formato de 6 rondas en fin de semana (una ronda, el viernes; tres, el sábado; dos, el domingo).

## Principio de funcionamiento
En un torneo por sistema suizo se persigue clasificar a todos los participantes según su respectiva actuación, mediante un ordenado procedimiento de filtración a lo largo de un número de rondas o encuentros. El principio básico de funcionamiento consiste en enfrentar a cada competidor con un oponente de su misma puntuación en cada ronda. Si no es posible asignar un oponente de su misma puntuación se le buscará alguien que tenga la puntuación más cercana. Naturalmente esa búsqueda se realiza según reglas objetivas, sin dejar margen a factores arbitrarios.
Cada ronda que se añade va tamizando en el torneo la fuerza deportiva de los jugadores, cuyo nivel lo mide su respectiva puntuación. Sin embargo, aunque dos jugadores puedan parecer provisionalmente iguales, a causa de su igual puntuación, la confrontación entre ellos en una nueva ronda constituye una oportunidad acumulada para discriminar las fuerzas y refinar las medidas.
El siguiente ejemplo puede ilustrar de manera elemental el funcionamiento de un torneo por sistema suizo. Se trata de 64 participantes, a la distancia de seis rondas y, a los efectos de nuestro ejemplo, damos por supuesto que no se producen empates y que nadie se retira del torneo (no son los casos reales en el ajedrez):
```
  Ronda
  1.ª       2.ª       3.ª       4.ª       5.ª       6.ª                     Puntuación
  ----------------------------------------------------------          ----------
  N.º de jugadores por cada grupo de puntuación
  64 ----> 32 ----> 16 ---->  8 ---->  4 ---->  2 ---->  1   ......   0 derrotas 
           32 ----> 32 ----> 24 ----> 16 ----> 10 ---->  6   ......   1    "
                    16 ----> 24 ----> 24 ----> 20 ----> 15   ......   2    "
                              8 ----> 16 ----> 20 ----> 20   ......   3    "
                                       4 ----> 10 ----> 15   ......   4    "
                                                2 ---->  6   ......   5    "
                                                         1   ......   6    "
```

Cada línea indica cómo se distribuyen los participantes según su nivel de puntuación y según la ronda. Tras la primera ronda es obvio que habrá 32 ganadores y, correlativamente, 32 perdedores. Al emparejar entre sí, en la ronda 2.ª, a los 32 ganadores, sólo 16 entre ellos seguirán imbatidos. Y así sucesivamente.
Con el ejemplo de arriba resulta más fácil comprender que el sistema suizo tiene una base común con el sistema Copa, K.O., o por eliminatorias; su gran ventaja es que no resulta necesario eliminar a ningún participante —se trate de un jugador individual o de un equipo—: todos son clasificados, tras disputar todas las rondas. Y esa clasificación es considerablemente más matizada que en el sistema Copa.
A lo largo del torneo este principio de funcionamiento va produciendo un efecto de filtrado. Tras cada ronda se va diferenciando con mayor finura la fuerza de los participantes, principalmente porque se incrementan los grupos de puntuación (0, 0.5, 1, 1.5, 2, ..., R).
La clasificación de los participantes tiende a distribuirse según el modelo de una Campana de Gauss, es decir, habrá pocos jugadores que hayan perdido todas sus partidas o que hayan ganado todas sus partidas, y abundarán los que hayan tenido resultados dispares.

## Factor primordial en el pareo: la puntuación
El proceso de pareo, es decir, la asignación del rival en cada ronda, constituye la parte esencial del sistema y sigue reglas meticulosas. Como hemos visto antes, guarda relación directa con la puntuación acumulada, que indica el nivel o posición que ocupa cada participante, tanto al efecto de ser emparejado como, finalmente, al efecto de su clasificación.
Conviene aclarar que los puntos obtenidos pueden ser definitivos o provisionales. Y que pueden ser el resultado de una confrontación real o bien una solución meramente instrumental.
Puntuación definitiva es la que se obtiene como resultado de:
- una partida o encuentro efectivo; o de
- una partida o encuentro no efectivo (por incomparecencia o por alguna clase de penalización); o de
- un descanso forzado; o de
- una exención (bye): sea por descanso autorizado, o como plus a participantes destacados (por ejemplo, en la variante McMahon), o por imperativos de ajuste para el pareo en alguna modalidad (por ejemplo, las exenciones en los sistemas eliminatorios para hacer potencia perfecta de 2 el grupo de puntuación máxima).

Puntuación provisional es la que se otorga a efectos de pareo en casos especiales, y que oportunamente deberá ser sustituida por la puntuación definitiva:
- los puntos de ranking en las modalidades de suizo acelerado; o
- los puntos de pareo en las partidas aplazadas, cuando sea imprescindible publicar el siguiente pareo antes de que sea posible concluir esas partidas aplazadas.

## Factores secundarios en el pareo
Pese a su sencillez inicial, el sistema se complica por la necesidad de que el pareo atienda a múltiples aspectos. Aunque no siempre se aplican todos ellos, ni en el mismo orden de prioridad. Estos son los parámetros más habituales:
- Oponente compatible: que nadie sea enfrentado más de una vez contra el mismo oponente (para FIDE es admisible cuando el enfrentamiento anterior no ha sido efectivo, cual es el caso de las incomparecencias);

- Alternancia de colores: que todos, en la medida posible, vayan alternando las blancas y las negras —o jugar en casa o fuera de casa—, o la salida en algún juego de mesa;

- Igualación de colores: que reciban el mismo número de veces las blancas y negras —o jugar en casa o fuera de casa—, o la salida;

- Compensación de flotantes: que se compensen los pareos contra oponentes de diferente puntuación (se denomina flotante);

- Orden de fuerza: que las parejas formadas en un grupo de puntuación respeten el orden de fuerza, en la medida posible;

- Orden de pareo: que se respete un procedimiento estereotipado, preestablecido, en el orden de pareo de los grupos de puntuación.

Hay otros parámetros especiales que se tienen finalmente en cuenta, dependiendo de la variedad de los objetivos del torneo, que permite la extraordinaria flexibilidad del sistema suizo. Por ejemplo, ciertas limitaciones en los pareos de flotantes en los maxitorneos o las especialidades en los torneos denominados dirigidos. En éstos se buscan o propician o, por el contrario, se vetan o postergan determinados emparejamientos:
- Dirigido para "norma de título" o "bloque Elo": para favorecer la obtención de titulaciones de maestría (las "normas de título") o la obtención de evaluaciones ("rating Elo FIDE"). Esta es una práctica extendida pese a no estar autorizada por la Federación Internacional de Ajedrez (FIDE).

- Dirigido según categorías: atendiendo a determinadas clases de participantes (especialmente, categorías de edad; o incompatibilizando entre sí a los que pertenecen a un mismo club o un mismo equipo o procedencia, etc.).

- Dirigido por zonas: atendiendo a la residencia de los participantes o a la necesidad de fragmentar en grupos a los participantes por razones de organización (aforo, material disponible, etc.). Así se hace en la variante "granadina" para facilitar la participación y reducir los costos. Se establece una pluralidad de sedes locales —o asociadas— para partes iniciales del torneo (tramo local) y cada participante disputa un número de rondas locales en su zona (hay que controlar la relación entre los participantes y el número y proporción de rondas locales en cada zona, así como el número total de rondas). La puntuación conseguida se arrastra en la parte final del torneo (tramo final) que se disputa en sede única. Según las circunstancias, puede existir algún tramo intermedio. Un ejemplo de esta modalidad lo constituyó en el año 2001 la División B del Campeonato Escolar de Granada (España), que en un único torneo manejó 1024 participantes. Con esta técnica cabe también asociar una pluralidad de torneos por sistema suizo —que funcionarían como fase previa o local— a un torneo final, validando y arrastrando a este último la puntuación lograda en los torneos previos asociados.

## Gestión informática
La necesidad de atender a una gran masa de datos; a la diversidad de factores de pareo; y a la necesidad de ofrecer rápidamente información ha promovido la informatización de los torneos por sistema suizo. Como ayuda para la gestión de este tipo de torneos existen numerosos programas informáticos: Swissys, Swiss Master, Chess Administrator, Swiss Chess, Chess Pairing, Protos, Figaro, Swiss Perfect, Swiss Manager, GMB Lim System, Swiss Chess Dutch System, Svboss Dutch, Vega, etc.
Es importante citar que la máxima autoridad del ajedrez organizado en el mundo, la FIDE, es estricta en sus normas para recomendar como sistema oficial reconocido para hacer pareos y a la fecha se tienen como recomendados los programas Vega, SwissSys, Swiss Manager, Swiss Master, Swiss Chess y Chess Online.

## Modalidades de sistema suizo

### Pareo acelerado
El método de emparejamiento acelerado también conocido como suizo acelerado se utiliza en algunos torneos grandes con más del número óptimo de jugadores para el número de rondas. Este método empareja a los mejores jugadores más rápidamente que el método estándar en las rondas iniciales y tiene el efecto de reducir el número de jugadores con puntajes perfectos más rápidamente (en aproximadamente un factor de 2 después de dos rondas).
Durante las dos primeras rondas, los jugadores que comenzaron en la mitad superior tienen un punto agregado a su puntaje solo para fines de emparejamiento. Tras las dos primeras rondas se emparejan normalmente, tomando esta puntuación adicional en cuenta. De este modo, se subdividen los jugadores en 4 categorías y en la primera ronda juegan el cuarto superior contra el segundo, y el tercero contra el cuarto. La mayoría de los jugadores del primer y tercer grupo deberían ganar la primera ronda. Suponiendo que este sea aproximadamente el caso,  en la segunda ronda, los ganadores en la mitad superior juegan entre sí, los perdedores en la mitad inferior juegan entre sí y los perdedores en la mitad superior juegan contra los ganadores en la mitad inferior. Después de dos rondas, aproximadamente ⅛ de los jugadores tendrán una puntuación perfecta, en lugar de ¼. Tras la segunda ronda, se utiliza el método de emparejamiento estándar (sin el punto agregado para los jugadores que comenzaron en la mitad superior).
Como comparación entre el sistema suizo estándar y los emparejamientos acelerados, considere un torneo con ocho jugadores, clasificados del # 1 al # 8. Suponga que el jugador de mayor rango siempre gana.
| Sistema suizo estándar                                                      | Pareo acelerado                                                             |
| Ronda 1                                                                     | Ronda 1                                                                     |
| --------------------------------------------------------------------------- | --------------------------------------------------------------------------- |
| #1 vs. #5, #1 gana #2 vs. #6, #2 gana #3 vs. #7, #3 gana #4 vs. #8, #4 gana | #1 vs. #3, #1 gana #2 vs. #4, #2 gana #5 vs. #7, #5 gana #6 vs. #8, #6 gana |
| Ronda 2                                                                     |                                                                             |
| #1 vs. #3, #1 gana #2 vs. #4, #2 gana #5 vs. #7, #5 gana #6 vs. #8, #6 gana | #1 vs. #2, #1 gana #3 vs. #5, #3 gana #4 vs. #6, #4 gana #7 vs. #8, #7 gana |
| Después de dos rondas, las posiciones son:                                  |                                                                             |
| 1: 2-0 2: 2-0 3: 1-1 4: 1-1 5: 1-1 6: 1-1 7: 0-2 8: 0-2                     | 1: 2-0 2: 1-1 3: 1-1 4: 1-1 5: 1-1 6: 1-1 7: 1-1 8: 0-2                     |

### Sistema danés
El sistema danés funciona en principio como un sistema Monrad, solo que sin la restricción de que ningún jugador puede reunirse por segunda vez, por lo que siempre es # 1 contra # 2, # 3 contra # 4, etc.
Los torneos por equipos de bridge, si no se juegan como "todos contra todos", generalmente comienzan con el sistema suizo para asegurarse de que los mismos equipos no jueguen entre sí con frecuencia, pero en la última o dos rondas hay un cambio al sistema danés, especialmente para permitir que los dos primeros equipos clasificados luchen entre sí por la victoria, incluso si se han enfrentado antes durante el torneo.

### Sistema de Grand Prix
En algunos torneos que duran un largo período de tiempo, como un torneo con una ronda cada semana durante tres meses, se puede utilizar el sistema Grand Prix. La puntuación final de un jugador se basa en sus mejores resultados (por ejemplo, los diez mejores resultados de las doce rondas). Los jugadores no están obligados a jugar en todas las rondas, pueden entrar o salir del torneo en cualquier momento. De hecho, pueden decidir jugar solo un juego si lo desean, aunque si un jugador quiere obtener un premio, debe jugar más rondas para acumular puntos. Por lo tanto, el torneo incluye a los jugadores que quieren ir por un premio y jugar varias rondas, así como a los jugadores que solo quieren jugar fuera de juego.

### Sistema McMahon
Una variante conocida como sistema McMahon es la forma establecida en la que se llevan a cabo los torneos europeos de go. Este se diferencia principalmente en que los jugadores tienen una clasificación de habilidades antes del inicio del torneo que determina su emparejamiento inicial en contraste con el enfoque básico del sistema suizo donde todos los jugadores comienzan en la misma clasificación de habilidades. El sistema McMahon reduce la probabilidad de que un equipo muy fuerte se encuentre con un equipo muy débil en las rondas iniciales. Lleva el nombre de Lee E. McMahon (1931-1989) de Bell Labs.

### Sistema Amalfi
Es un sistema de torneo surgido posiblemente en Italia. Es similar al sistema suizo, pero no subdivide a los jugadores en función de su puntuación. Esto ayudará a reducir el número de empates intencionados (para conseguir rivales más débiles en rondas posteriores).
El funcionamiento es el siguiente: antes de disputar cualquier ronda, los jugadores se enumeran según puntuación decreciente, y comenzando con el primer jugador de la lista, se le empareja con el jugador en la lista que lo sigue en un número de posición X igual al número de rondas restantes, y así sucesivamente para el resto de jugadores. Por ejemplo, si quedan 3 rondas por disputarse, al jugador #1 se le empareja con el #4, al #2 con el #5, etc. 
Como consecuencia de esto, la diferencia de rating entre los oponentes en la primera ronda no es tan grande como en los sistemas acelerados, e idealmente la "gran partida" entre el primero y el segundo debería ocurrir en la última ronda, sin importar cuántos jugadores y rondas hay en el torneo.

## Proceso de pareo

### El rango en el pareo

#### Rango u orden en el grupo de puntuación
- Rango fijo

- Índice de audiencia
- Rango variable:

- Por puntuación progresiva
- Media elo oponentes (Sistema Dubov)
- Buchholz (Sistema Burstein)
- Mejor puntuación previa (Figaro)
- Rango mixto

## Desempates

### Basados en el desempeño del jugador
Los sistemas de desempate se utilizan en los torneos de ajedrez con el sistema suizo, para deshacer empates entre jugadores que tienen el mismo número total de puntos después de la última ronda. Esto es necesario cuando los premios son indivisibles, como títulos, trofeos o clasificación para otro torneo. En otros casos, los jugadores comparten la posición final, y los premios en efectivo se dividen en partes iguales entre los jugadores empatados. Si los jugadores siguen empatados después de usar un sistema de desempate, se usa otro sistema, y así sucesivamente, hasta que se rompe el empate. La mayoría de los sistemas de desempate son métodos numéricos basados en las partidas que ya se han disputado u otros factores objetivos, mientras que algunos métodos requieren partidas adicionales para desempatar.
Un criterio lógico de un sistema de desempate suele ser que tiene más mérito obtener puntos contra un oponente fuerte que contra uno débil. Sin embargo, debido a la lógica del sistema suizo (enfrentar en cada ronda a jugadores con la misma puntuación), existe una práctica antideportiva en la cual un jugador intencionadamente obtiene puntuaciones bajas en las primeras rondas para ser emparejado con jugadores débiles en las rondas intermedias, y procurar ganar las rondas finales, teniendo incluso la posibilidad de ganar el torneo. Un sistema de desempate que elimina esta posibilidad es el llamado puntuación progresiva o acumulativa; en el cual se suman las puntuaciones acumuladas por un jugador tras cada ronda.
Por ejemplo, en un torneo de ajedrez por sistema suizo a siete rondas, los jugadores A y B terminaron igualados a 3½ puntos (según la puntuación del ajedrez, una partida ganada suma un punto y un empate medio punto). Ambos jugadores lograron sus 3½ puntos en siete rondas de esta manera:
| Jugador | R1 | R2 | R3 | R4 | R5 | R6 | R7 | Puntos |
| ------- | -- | -- | -- | -- | -- | -- | -- | ------ |
| A       | 0  | 0  | ½  | ½  | 1  | 1  | ½  | 3½     |
| B       | 1  | 0  | ½  | ½  | ½  | 0  | 1  | 3½     |

En cambio, mediante el método de puntuación progresiva, la puntuación acumulada por ambos jugadores tras cada ronda sería la siguiente:
| Jugador | R1 | R2 | R3 | R4 | R5 | R6 | R7 | Desempate |
| ------- | -- | -- | -- | -- | -- | -- | -- | --------- |
| A       | 0  | 0  | ½  | 1  | 2  | 3  | 3½ | 10        |
| B       | 1  | 1  | 1½ | 2  | 2½ | 2½ | 3½ | 14        |

Ambos jugadores perdieron dos partidas, pero el jugador A pierde puntos en las primeras rondas y luego gana las últimas, mientras que el jugador B gana la primera y la última ronda. Como el sistema suizo tiende a enfrentar al final a jugadores de la misma fuerza, la conclusión es que el jugador B se enfrentó a jugadores de su mismo nivel más o menos durante todo el torneo y es el justo ganador.

### Basados en el desempeño de los oponentes
Los sistemas de desempate más usados en el sistema suizo son aquellos que tienen en cuenta la puntuación obtenida por los oponentes de un jugador al final de un torneo. Los más utilizados son:
- Sistema Buchholz: consiste en la suma de los puntos obtenidos por los oponentes que ha tenido cada jugador.
- Media truncada: es igual al sistema Buchholz pero eliminando la mayor y la menor de las puntuaciones.
- Sistema Sonneborn-Berger: es igual a la suma de los puntos obtenidos por los oponentes a quienes se venció, más la mitad de los puntos obtenidos por los oponentes con quienes se ha empatado.

## El sistema suizo en la FIDE
La Federación Internacional de Ajedrez (FIDE) ha desarrollado reglas minuciosas para la aplicación del sistema suizo en sus torneos oficiales o en los torneos que pretendan ser computados por FIDE a diversos efectos.
Esas reglas recogen en ocasiones algunas modalidades o variantes en la forma de resolver los problemas de pareo (ejemplos: sistema Dubov; variante Holandesa; etc.). En general, la FIDE está abierta a otros modos, dentro de los límites definidos en el artículo 20 del Handbook FIDE C.04.2.D. 